# Lovćen

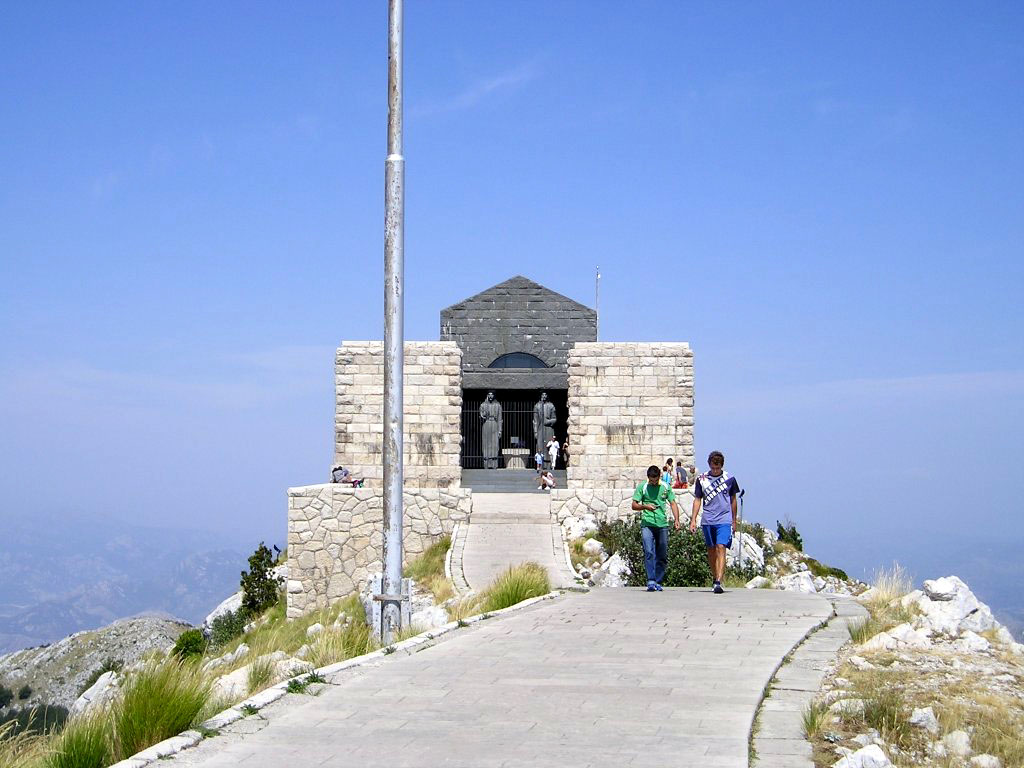
Mausoléu de Njegoš em Jezerski vrh

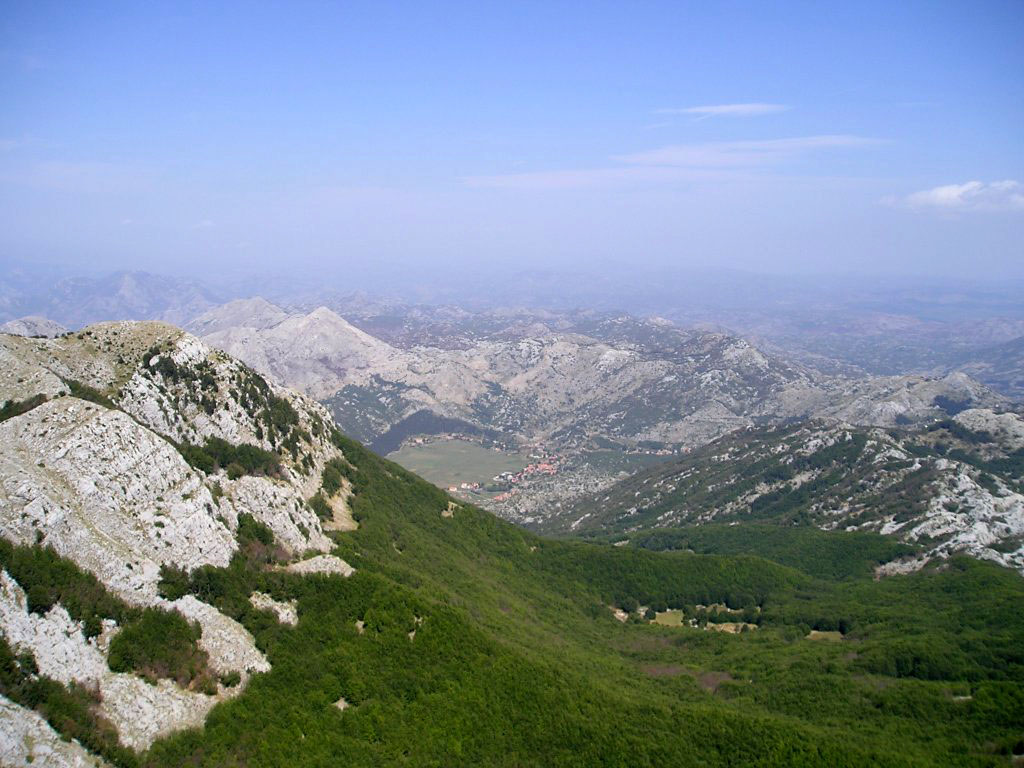
Parque Nacional de Lovćen

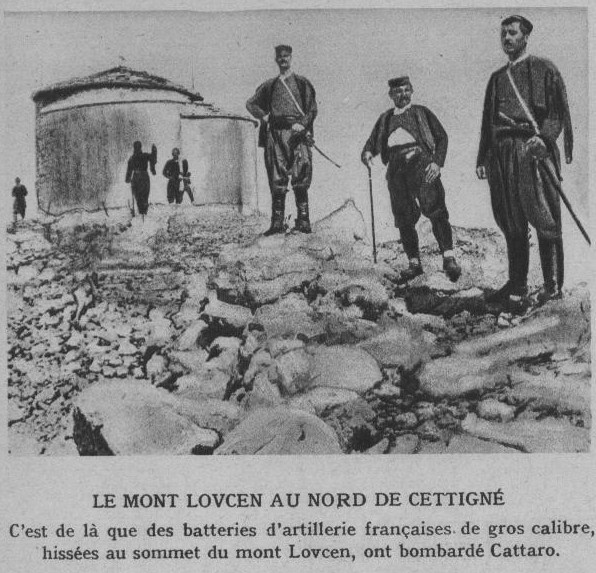
Tropas montenegrinas no exterior da Igreja do Testamento de Njegoš, Lovćen, outubro de 1914

Lovćen (cirílico montenegrino: Ловћен, sh) é uma montanha e parque nacional no sudoeste do Montenegro. O Monte Lovćen ergue-se a partir das costas do Mar Adriático, fechando a leste as longas e sinuosas baías de Boka Kotorska e delimitando pelo interior continental a cidade costeira de Kotor. A montanha, de natureza cárstica, tem dois picos imponentes, Štirovnik com 1 749 m de altitude e Jezerski vrh com 1 657 m de altitude. Esta montanha é a inspiração por trás dos nomes Montenegro e Crna Gora, que significam Montanha Negra e se referem à aparência do Monte Lovćen quando coberto por florestas densas.

## Descrição
O nome Crna Gora foi mencionado pela primeira vez numa carta emitida por Stefan Milutin em 1276 e foi utilizado para várias regiões em terras sérvias medievais, incluindo Skopska Crna Gora e Užička Crna Gora.
As encostas das montanhas são rochosas, com numerosas fissuras, buracos e depressões profundas que conferem à sua paisagem um aspeto típico. Trata-se de uma paisagem cársica esculpida em calcário e dolomite.
Lovćen situa-se na fronteira entre dois conjuntos naturais completamente diferentes, o marítimo e o continental, e por isso está sob a influência de ambos os climas. A ligação específica das condições de vida provocou o desenvolvimento de diferentes sistemas ecológicos de que resultou uma grande biodiversidade. Existem 1158 espécies de plantas em Lovćen, quatro das quais são endemismos locais.

## Parque nacional
O parque nacional abrange a parte central e a parte mais alta do maciço montanhoso e cobre uma área de 62,20 km2. Foi proclamado parque nacional em 1952. Para além das caraterísticas naturais de Lovćen, o importante património histórico, cultural e arquitetónico da área é protegido pelo parque nacional.
A zona apresenta numerosos elementos de construção nacional. As casas antigas e a aldeia guvna são autênticas, bem como as casas de campo em katuns, acampamentos de verão dos criadores de gado.
Uma relíquia arquitetónica particular que vale a pena mencionar é a estrada, que serpenteia colina acima desde Kotor até à aldeia de Njeguši, o local de nascimento da família real de Montenegro, a casa de Petrović.

## Primeira Guerra Mundial
Com a eclosão da Primeira Guerra Mundial, Montenegro foi a primeira nação a vir em auxílio da Sérvia, e Nicolau I de Montenegro ordenou ao seu exército, em 8 de agosto de 1914, que iniciasse operações contra a base naval austro-húngara na Baía de Kotor, a base mais a sul da Marinha Austro-Húngara no Adriático. 
Aquela base ficava do outro lado da fronteira do Monte Lovćen, onde o exército tinha colocado várias baterias de artilharia e, no mesmo dia, os canhões montenegrinos começaram a disparar contra as fortificações austro-húngaras. Os fortes de Kotor e o antigo cruzador blindado SMS Kaiser Karl VI responderam ao fogo, auxiliados pelo reconhecimento feito por hidroaviões da marinha austro-húngara.
No entanto, a 13 de setembro, chegaram reforços austro-húngaros vindos de Pola, sob a forma de três navios de guerra pré-couraçado, o SMS Monarch, o SMS Wien e o SMS Budapest. Os montenegrinos foram mais fortes do que as armas, mas lutaram durante várias semanas, com duelos de artilharia quase diários.
Com a entrada da França na guerra, os franceses aperceberam-se de que a captura de Kotor poderia ser benéfica para a sua própria marinha e, por isso, desembarcaram um destacamento de artilharia de quatro canhões navais 15 cm e quatro canhões navais 12 cm de calibre sob o comando do capitão-de-fragata Jean Baptiste Grellier, em Antivari, nos dias 18 e 19 de setembro. Grellier demorou um mês a deslocar os seus canhões para o interior, mas as suas baterias acabaram por ser montadas e posicionadas em fortificações no lado sul do Monte Lovćen.
Em 19 de outubro, os canhões franceses abriram fogo. Os austro-húngaros pediram reforços e, a 21 de outubro, o almirante Anton Haus enviou o moderno navio de guerra SMS Radetzky. Com um flanco largo de quatro canhões de 30,5 cm e quatro canhões de 24 cm, o Radetzky iria fazer pender a balança. Os hidroaviões navais tinham estado ocupados a tirar fotografias e a mapear posições precisas e, às 16:27 de 22 de outubro, todos os navios de guerra abriram fogo. O Radetzky fez uma série de ataques diretos aos canhões e às posições fortificadas na montanha e, a 24 de outubro, um dos canhões franceses de 12 cm foi completamente destruído.
A 26 de outubro, o Radetzky abriu fogo antes do nascer do sol, apanhando os franceses e montenegrinos desprevenidos, e várias baterias e fortificações foram destruídas num bombardeamento pesado, incluindo outro canhão francês de 12 cm. Pelas 10:00, os disparos dos Aliados a partir do Monte Lovćen tinham cessado. No dia seguinte, o Radetzky reposicionou-se mais perto da costa e destruiu ainda mais as posições dos Aliados. Grellier concedeu a derrota e retirou as armas que lhe restavam. Da mesma forma, os montenegrinos abandonaram as suas fortificações. Em novembro, o Alto Comando francês decidiu desistir da sua campanha para neutralizar e capturar Cattaro, e o Radetzky regressou a Pola a 16 de dezembro.
No início de janeiro de 1916, o exército austro-húngaro lançou uma ofensiva em Montenegro, e o navio de guerra Budapeste foi novamente utilizado para ajudar as tropas contra as defesas renovadas de Lovćen, com um efeito tão bom que, no dia 10, as tropas austro-húngaras tomaram o desfiladeiro de Lovćen e as alturas adjacentes, onde as armas francesas tinham estado anteriormente. O bombardeamento do Monte Lovćen teve um papel decisivo na quebra do moral dos defensores da montanha, e os montenegrinos pediram um armistício dois dias depois.

## Mausoléu
O maior e mais importante monumento do parque nacional de Lovćen é o Mausoléu de Njegoš de Petar Petrović Njegoš, construído em 1971. O local para o seu local de sepultamento e o mausoléu no cume de Jezerski vrh foi escolhido pelo próprio Njegoš como seu último desejo.